# Teste de saco de papel marrom

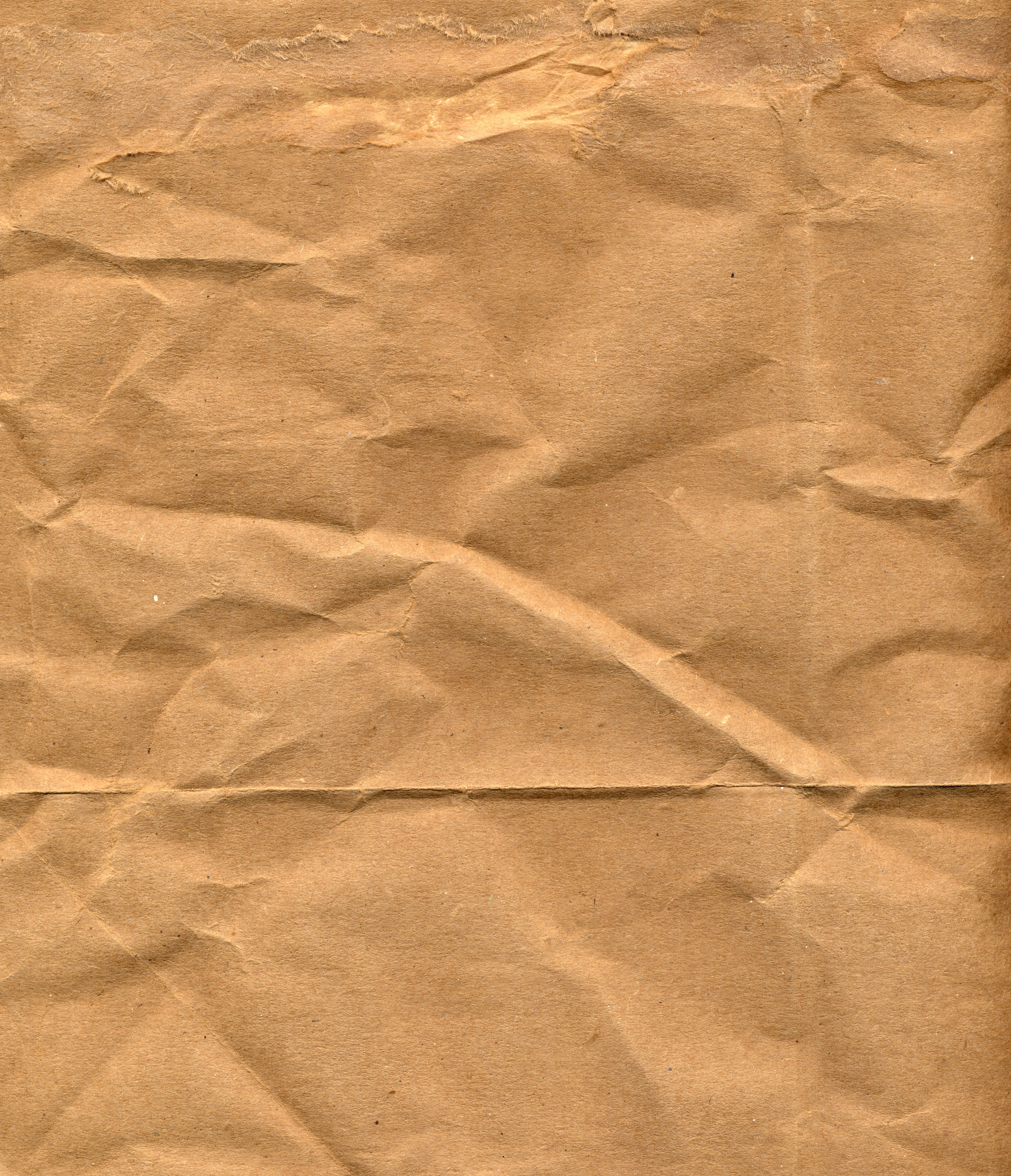
Uma pessoa mais escura do que um saco de papel marrom tinha privilégios negados

O teste de saco de papel marrom na história oral afro-americana era uma forma de discriminação racial praticada dentro da comunidade afro-americana no século XX, comparando o tom de pele de um indivíduo com a cor de um saco de papel marrom. O teste foi supostamente usado como uma forma de determinar se um indivíduo poderia ou não ter certos privilégios; apenas aqueles com uma cor de pele que combinava ou era mais clara do que um saco de papel marrom tinham permissão de admissão ou privilégios de membro em algumas sociedades. Muitos acreditavam que o teste teria sido usado no século XX por muitas instituições sociais afro-americanas, como irmandades, fraternidades e igrejas. O termo também é usado em referência a questões maiores de classe e estratificação social dentro da população afro-americana.

## Discriminação

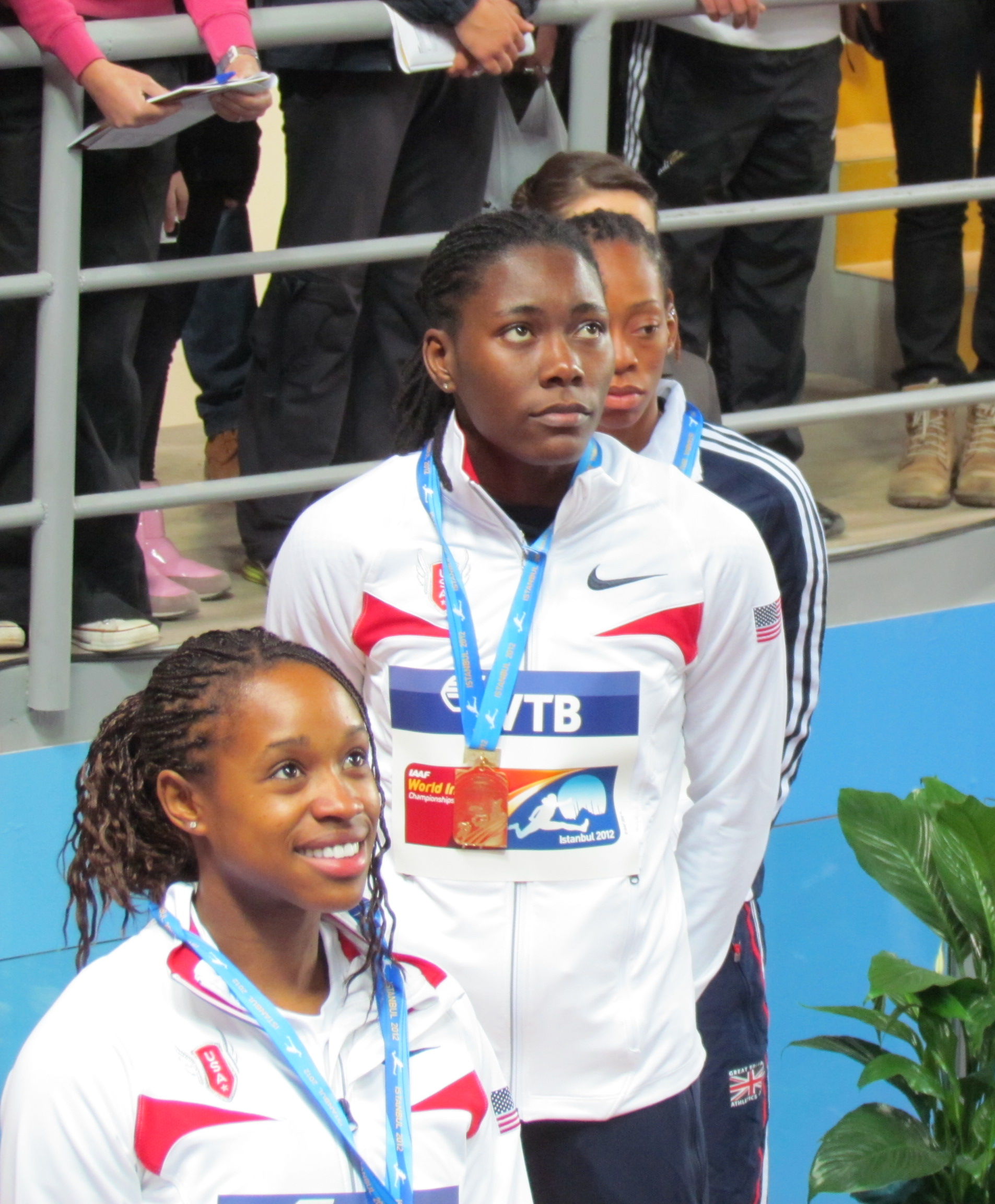
Atletas negros com vários tons de pele

O  Privilégio há muito tempo é associado ao tom da pele na comunidade afro-americana, remontando à época da escravidão nos Estados Unidos. Filhos mestiços de pais brancos às vezes recebiam privilégios que iam desde um trabalho mais desejável, aprendizagens ou educação formal, alocação de propriedade ou mesmo liberdade da escravidão. Os afro-americanos "contribuíram para o colorismo porque se beneficiaram do privilégio de ter uma cor de pele mais parecida com a dos brancos e abraçaram a noção de que o privilégio vem com ter uma pele clara na América". Pessoas de pele mais clara tinham certas vantagens sociais e econômicas sobre pessoas de pele mais escura, mesmo quando sofriam discriminação. De acordo com Gordon, "negros de pele clara formaram clubes exclusivos" depois que a escravidão foi abolida nos Estados Unidos. Alguns clubes eram chamados de "Blue Vein Societies", sugerindo que se a pele de um indivíduo fosse clara o suficiente para mostrar o tom azulado das veias, eles teriam mais ascendência europeia (e, portanto, posição social mais elevada). Tal discriminação foi ressentida por afro-americanos com pele mais escura. De acordo com Henry Louis Gates Jr., em seu livro  The Future of the Race  (1996), a prática do teste da sacola de papel pardo pode ter se originado em Nova Orleans, Louisiana, onde havia uma terceira classe substancial de pessoas de cor livres que datava da era colonial francesa. O teste foi relacionado a ideias de beleza, em que algumas pessoas acreditavam que pele mais clara e traços mais europeus, em geral, eram mais atraentes.
De 1900 até cerca de 1950, as "festas do saco de papel" teriam ocorrido nos bairros das principais cidades  americanas com uma alta concentração de afro-americanos. Muitas igrejas, fraternidades e casas noturnas usaram o princípio da "sacola de papel marrom" como teste de entrada. As pessoas nessas organizações pegavam um saco de papel marrom e o seguravam contra a pele de uma pessoa. Se uma pessoa fosse mais leve que o saco, era admitida. Pessoas cuja pele não era mais clara do que um saco de papel marrom não podiam entrar.

 Existe também uma curiosa dinâmica de cores que persiste em nossa cultura. Na verdade, Nova Orleans inventou a festa da sacola de papel marrom - geralmente em uma reunião em uma casa - onde qualquer pessoa mais escura do que a sacola presa à porta não podia entrar. O critério da bolsa marrom sobrevive como uma metáfora de como a elite cultural negra literalmente estabelece a casta ao longo das linhas de cor dentro da vida negra. Em minhas muitas viagens a Nova Orleans, seja para dar uma palestra em uma de suas universidades ou faculdades, para pregar em um de seus púlpitos ou para falar em um seminário de capacitação durante o Festival anualde Música Essence, tenho observado a política de cores no trabalho entre os negros. O código de cores cruel tem que ser derrotado por nosso amor um pelo outro. - Michael Eric Dyson], trecho de Come Hell or High Water
.
Algumas escolas e universidades historicamente negras usavam o teste da sacola de papel marrom como forma de criticar os candidatos à admissão. O tom de pele de uma pessoa pode afetar sua admissão em uma escola de primeira linha. Por exemplo, Audrey Elisa Kerr refere-se a faculdades que exigem que os candidatos enviem fotos pessoais. Kerr mencionou como essa prática ocorria numa popular Faculdade e universidade historicamente negra (HBCU)], Universidade Howard. Dr. Arnold relayed to Kerr a story concerning young women at Howard. Dr. Arnold had heard colorism was a factor when it came to admission to Howard. A discriminação também era praticada por fraternidades e irmandades, cujos membros auto-selecionavam outros como eles, geralmente aqueles que refletiam ancestralidade europeia parcial. Pessoas multirraciais que eram livres antes da Guerra Civil Americana tentaram se distinguir da massa de libertos após a guerra, que parecia ser, em sua maioria, de ascendência africana e havia sido confinada à escravidão.

## Colorismo

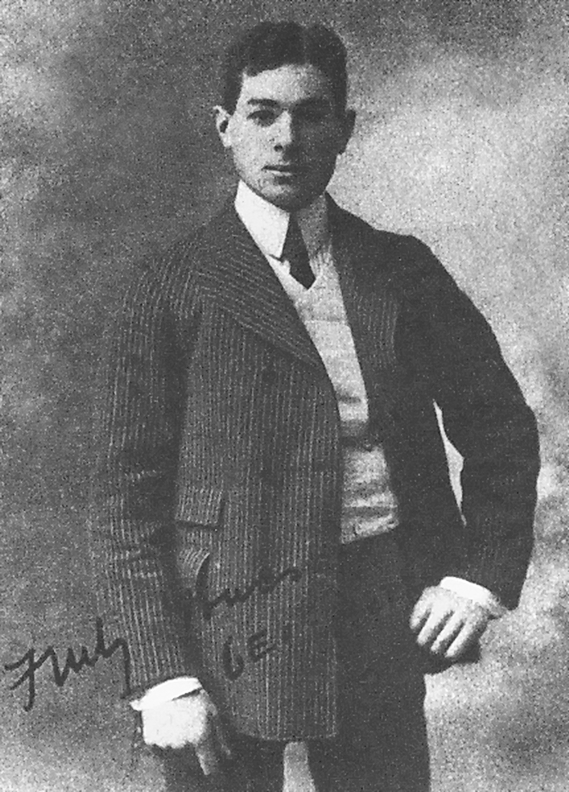
Pessoa crioula em 1902

Os filhos de homens africanos e mulheres brancas muitas vezes nasceram em liberdade devido ao status legal de suas mães de escrava vs. livre, independentemente da cor. Uma lei estabelecida na Virgínia e outras colônias no século XVII ditou que o status legal dessas crianças seria determinado por suas mães, ao invés de seus pais, em oposição à tradição do direito comum inglês. Esses descendentes livres tornaram-se bem estabelecidos, com descendentes movendo-se para as regiões fronteiriças da Virgínia, Carolina do Norte e oeste conforme as áreas se abriram. Alguns americanos proeminentes eram descendentes dessas primeiras famílias livres, por exemplo, Ralph Bunche, que serviu como embaixador nas Nações Unidas.
Já no século CVIII, os viajantes comentavam sobre a variedade de cores e características vistas em escravos na Virgínia, já que a ancestralidade europeia era óbvia. Escravos de pele clara, alguns dos quais descendentes de senhores e seus filhos, às vezes recebiam melhor tratamento nas plantações, com trabalhos domésticos dentro da casa do senhor, inclusive como companheiros ou empregadas de seus filhos legais. Alguns deles foram educados, ou pelo menos foram autorizados a aprender a ler. Ocasionalmente, o mestre pode ter arranjado um aprendizado para um filho mestiço e libertado após sua conclusão, especialmente nas primeiras duas décadas após a Revolução Americana, quando vários escravos foram libertados no Upper South. Nessa região, da Revolução a 1810, a porcentagem de pessoas de cor que eram livres aumentou de 1 para mais de 10 %. Em 1810, 75% dos negros em Delaware eram livres.
Africanos e afro-americanos recém-importados com ancestralidade europeia menos visível eram usados em trabalhos forçados, e os abusos eram mais frequentes nos campos. À medida que as tensões a respeito dos levantes de escravos aumentaram no século XIX, os estados escravistas impuseram mais restrições, incluindo proibições sobre a educação de escravos e sobre os movimentos dos mesmo. Esses escravos podiam ser punidos por tentarem aprender a ler e escrever.
Especialmente na Louisiana, os crioulos de cor há muito constituíam uma terceira classe durante os anos de escravidão. Eles haviam alcançado um alto nível de alfabetização e sofisticação sob o domínio francês e espanhol, tornando-se educados, assumindo o nome de pais ou amantes brancos e frequentemente recebiam propriedades dos homens brancos envolvidos com suas famílias. Muitos se tornaram artesãos, proprietários e, às vezes, eles próprios proprietários de escravos. Ao contrário do "Upper South", onde os afro-americanos livres variavam amplamente em aparência, as pessoas de cor livres em Nova Orleans e no "Deep South" tendiam a ter pele clara devido a gerações de casamentos mistos com pessoas de ascendência europeia. Depois que os Estados Unidos negociaram a compra da Louisiana, mais americanos se estabeleceram em Nova Orleans, trazendo com eles sua abordagem binária da sociedade, na qual cada pessoa era classificada apenas como negra ou branca. Esses começaram a restringir os privilégios dos crioulos de cor.